# Grazi Massafera

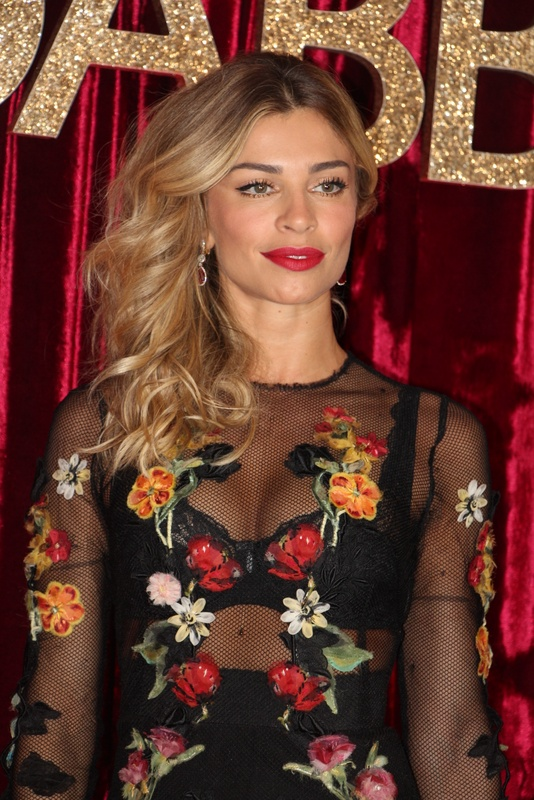
Grazi Massafera

Grazielli "Grazi" Soares Massafera (sinh ngày 28 tháng 6 năm 1982) là một nữ diễn viên người Brasil, là người mẫu và là cựu chủ tịch cuộc thi sắc đẹp.
Năm 2004, Massafera đã thắng cuộc thi cuộc thi Hoa hậu Paraná Beauty, và đại diện cho tiểu bang trong cuộc thi Hoa hậu Brasil năm đó. Trong cuộc thi quốc tế, Grazi (như cô thường được biết) đã không lọt vào vòng bán kết. Năm 2016, cô được đề cử giải Emmy quốc tế cho Nữ diễn viên chính xuất sắc nhất với vai diễn trong phim truyền hình Verdades Secretas.

## Cuộc đời

### Truyền hình thực tế Big Brother
Năm 2005, cô tham gia vào mùa thứ năm phiên bản Brasil của chương trình thực tế Big Brother, được gọi là Big Brother Brasil (BBB). Mùa giải là mùa được xem nhiều nhất từ trước tới nay. Grazi kết thúc ở vị trí thứ hai, với 40% số phiếu bầu.

### Sau khi tham giá Big Brother
Grazi trở thành thí sinh Big Brother thứ hai trở thành người nổi tiếng (người đầu tiên là Sabrina Sato) sau khi tham gia chương trình. Sau chương trình này, cô đã xuất hiện trên trang bìa của một số tạp chí, đã có một số giao dịch thương mại và cô đồng thời cũng xuất hiện trong các sự kiện. Cô vẫn tiếp tục thực hiên các giao dịch thương mại và chụp ảnh bìa tạp chí, ngay cả sau khi Big Brother mùa tiếp theo bắt đầu.
Ngay sau chương trình BBB, Grazi đã ký hợp đồng 1 năm với Globo, kênh truyền hình mạnh nhất của Brasil. Để tận dụng sự nổi tiếng của cô với khán giả, cô được trao vị trí phóng viên trên Caldeirão do Huck và kế hoạch đã được thực hiện để cô trở thành người dẫn chương trình cho trẻ em theo phong cách Xuxa.
Cô cũng tạo dáng khỏa thân cho Playboy Brasil vào tháng 8 năm 2005. Grazi là một trong những ngôi sao được trả lương cao nhất của họ trong việc chụp ảnh cho Playboy. 